# Борок (Петушинский район)
Борок — деревня в Петушинском районе Владимирской области России, входит в состав Петушинского сельского поселения.

## География
Деревня расположена в 12 км на юго-запад от райцентра города Петушки.

## История
Рядом с деревней расположено два археологических памятника. 

Борок. Стоянка № 1. Неолит. Около 3 км к юго-востоку от восточной окраины деревни. Обломки кремниевых орудий и керамики предположительно ранненеолитической верхневолжской культуры и льяловской культуры. 

Борок. Стоянка № 2.. Неолит. Недалеко от стоянкки №1. Предположительно верхневолжской культуры. Обломки сосудов с накольчатым орнаментом.
В конце XIX — начале XX века деревня входила в состав Покров-Слободской волости Покровского уезда, с 1921 года — в составе Покровской волости Орехово-Зуевского уезда Московской губернии. В 1859 году в деревне числилось 16 дворов, в 1905 году — 31 дворов, в 1926 году — 47 дворов.
С 1929 года деревня являлась центром Борокского сельсовета Петушинского района Московской области, с 1939 года — в составе Крутовского сельсовета, с 1944 года — в составе Владимирской области, с 1945 года — в составе Покровского района, с 1960 года в составе Петушинского района, с 2005 года — в составе Петушинского сельского поселения.

## Население
| 1859 | 1905 | 1926 | 2002 | 2010 | 2021 |
| ---- | ---- | ---- | ---- | ---- | ---- |
| 111  | ↗184 | ↘175 | ↘13  | ↘10  | ↗13  |